# Olivier Boumal
Olivier Boumal (født 17. september 1989) er en camerounsk fodboldspiller. Han har tidligere spillet for Camerouns landshold.

## Camerouns fodboldlandshold
| Camerouns landshold | Camerouns landshold | Camerouns landshold |
| År                  | Kmp                 | Mål                 |
| ------------------- | ------------------- | ------------------- |
| 2017                | 2                   | 0                   |
| Total               | 2                   | 0                   |